# Yangyi
Yangyi (kinesiska: 阳驿, 阳驿乡) är en socken i Kina. Den ligger i provinsen Henan, i den centrala delen av landet, omkring 150 kilometer öster om provinshuvudstaden Zhengzhou. Antalet invånare är 40 995. Befolkningen består av 20 221 kvinnor och 20 774 män. Barn under 15 år utgör 21,0 %, vuxna 15-64 år 69 %, och äldre över 65 år 8,0 %.
Genomsnittlig årsnederbörd är 879 millimeter. Den regnigaste månaden är juli, med i genomsnitt 185 mm nederbörd, och den torraste är januari, med 6 mm nederbörd.